# Neue Eisenbahn-Alpentransversale

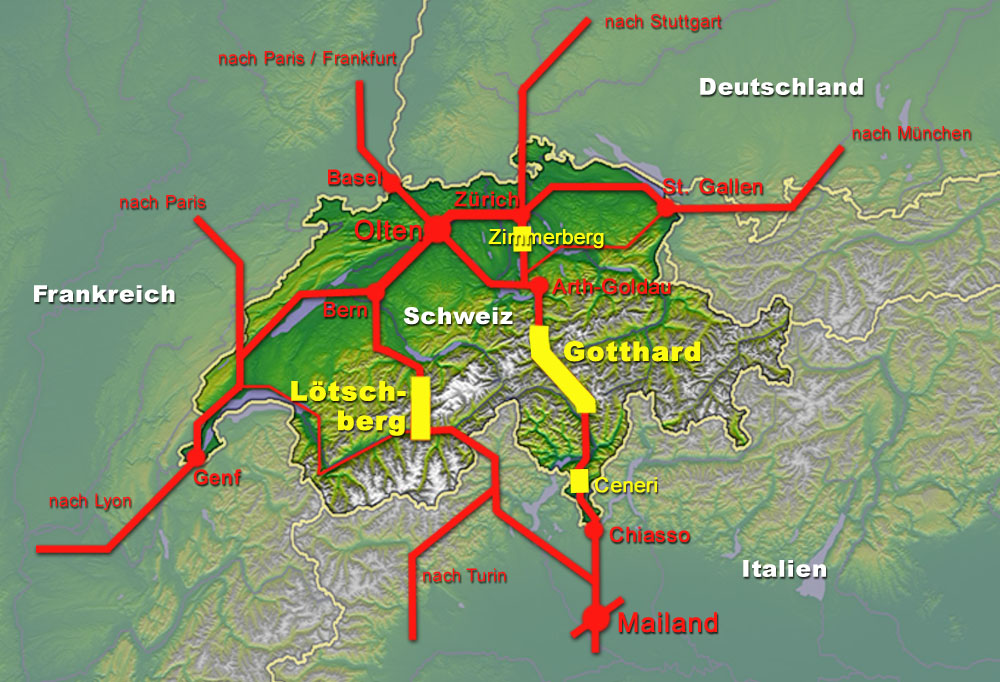
Die neuen Basistunnel der NEAT im europäischen Schienenverbund

Die Neue Eisenbahn-Alpentransversale, kurz NEAT (französisch Nouvelle ligne ferroviaire à travers les Alpes NLFA; italienisch La Nuova ferrovia transalpina NFTA; rätoromanisch Nova lingia da viafier tras las Alps NVTA), ist ein Grossprojekt der Schweiz, das zur Verbesserung des Eisenbahn-Transitverkehrs in Nord-Süd-Richtung dient, um eine Verlagerung des Schwerverkehrs von der Strasse auf die Schiene zu erreichen. NEAT ist ein wichtiges Vorhaben auf der europäischen Entwicklungsachse Rotterdam–Genua, die in der Verkehrsplanung der Europäischen Union als TEN-V Projekt Nr. 24 bzw. Güterverkehrskorridor Nr. 1 (Rhein–Alpen-Korridor) bezeichnet wird.

## Politik
In den 1960er Jahren evaluierte die Kommission Eisenbahntunnel durch die Alpen (KEA) verschiedene Basistunnel-Projekte und empfahl den umgehenden Bau eines Gotthard-Basistunnels, wofür die Schweizerischen Bundesbahnen (SBB) 1975 ein Bauprojekt einreichten. Die Beschlussfassung konnte nach Einwendungen der Ostschweizer Kantone, die aufgrund des historischen Ostalpenbahn-Versprechens Anspruch auf eine Alpenquerung via Splügen, San Bernardino oder Tödi–Greina erhoben, 1992 erfolgen.
1983 befürwortete der Bundesrat das Ansinnen, hielt einen Beschluss jedoch für verfrüht. Als ein Grund dafür galt die damals gebremste Verkehrsentwicklung.
Im Januar 1986 begann die Planung der neuen Alpentransversale. Dabei wurden Basistunnel am Lötschberg, am Simplon und am Gotthard sowie die Planungsfälle Splügen 1 und Splügen 2 sowie eine Y-Variante am Gotthard geprüft. Am 8. Oktober gleichen Jahres überwies der Nationalrat eine Motion als Entscheidungsgrundlage für eine neue Alpentransversale. Dabei sollten auch die Y-Vorschläge am Gotthard und die Ausbaumöglichkeiten der Simplonlinie berücksichtigt werden. Am 24. November 1986 bat das EVED die Kantone um Unterstützung bei vier Projekten: den Basistunneln am Gotthard und Lötschberg sowie den Projekten Splügen und Y.
Ende der 1980er Jahre wurden fünf Eisenbahntunnelprojekte im Bereich der Schweizer Alpen diskutiert. Während Gotthard- und Lötschberg-Basistunnel Ende der 1980er Jahre zur politischen Entscheidung vorgelegt wurden, wurden die Projekte des Y-Ast-Basistunnels, des Splügen-Basistunnels und des Simplon-Basistunnels zurückgestellt. Mitte Mai 1989 fiel die Entscheidung der Schweizer Regierung. Neben der erwarteten Entscheidung für den Gotthard-Basistunnel wurde dabei auch die Realisierung des Lötschbergbasistunnels beschlossen. Die geschätzten Gesamtkosten beliefen sich auf 7,6 Milliarden Schweizer Franken. Davon sollten drei Milliarden auf den Gotthard- und 1,7 Milliarden auf den Lötschberg-Basistunnel entfallen.
Gegen den Einspruch der SBB und weiterer Fachkreise beschloss der Bundesrat 1989 die Realisierung einer so genannten Netzvariante. Sie sieht eine Kombination von Rumpfprojekten der Achsen Gotthard und Lötschberg (–Simplon) vor. Die Ostschweiz erhielt zwar keinen Alpentunnel, dafür aber das Versprechen einer direkten Anbindung an die Gotthardachse durch einen Hirzeltunnel. Der Vorsteher des Verkehrsdepartements, Bundesrat Adolf Ogi, warb im ganzen Land für diese Lösung und erhielt dafür 1991 den Segen des Parlaments.
Am 2. Mai 1992 wurde das Transitabkommen mit der EU abgeschlossen und am 16. Dezember 1992 vom Parlament genehmigt. Teil des Transitabkommens ist unter anderem das NEAT-Konzept. Am 27. September 1992 nahm das Schweizer Stimmvolk den Bundesbeschluss über den Bau der schweizerischen Eisenbahn-Alpentransversale (kurz Alpentransit-Beschluss) mit 64 % Ja-Stimmen an, nachdem das Referendum dagegen erhoben wurde.
Am 20. Februar 1994 nahm das Schweizer Volk die Eidgenössische Volksinitiative «zum Schutze des Alpengebietes vor dem Transitverkehr» (Alpen-Initiative) in einer Volksabstimmung an. Der Alpenschutz wurde in der Verfassung verankert. Im selben Jahr warnte der Vorsteher des Finanzdepartements Otto Stich vor einem finanziellen Debakel. Er forderte, im Rahmen einer Etappierung vorläufig auf den Lötschberg-Basistunnel zu verzichten.
Die am 27. Juni 1995 durch den Bundesrat eingesetzte Arbeitsgruppe FinöV legte am 25. August 1995 eine Reihe von Varianten für die NEAT vor. Favorisiert wurden dabei zwei Varianten: gleichzeitiger Bau von Lötschberg- und Gotthard-Basistunnel, wobei der Lötschberg zunächst nur eingleisig ausgebaut werden sollte (Variante 5), sowie ein gestaffelter Bau, bei dem zunächst die Projekte am Gotthard, Ceneri und Zimmerberg realisiert werden sollten (Variante 8). Mit Auftrag vom 20. September 1995 beauftragte der Bundesrat die BLS AlpTransit AG, die beiden Varianten zu untersuchen; am 23. Dezember wurden die Ergebnisse, die die Variante 5 favorisierten, präsentiert. Anfang 1996 schloss sich eine parlamentarische Arbeitsgruppe der Bundesparteien diesem Vorschlag an.
Im April 1996 beschloss der Bundesrat in neuer Zusammensetzung einen Kompromiss: Beide Achsen sollten in verkleinerter Form gleichzeitig realisiert werden. Die meisten der bis dahin geplanten Zufahrtslinien wurden zurückgestellt. Nur die drei Basistunnel am Gotthard, Ceneri und Lötschberg sollten gebaut werden, der Lötschbergtunnel nur einspurig.
Am 6. September 1996 unterzeichneten der Vorsteher des Eidgenössischen Verkehrs- und Energiewirtschaftsdepartements und der Bundesminister für Verkehr der Bundesrepublik Deutschland in Lugano einen Staatsvertrag und verpflichteten sich darin, die Voraussetzungen für einen leistungsfähigen Eisenbahnverkehr zwischen der Schweiz und der Bundesrepublik Deutschland, insbesondere im Hinblick auf die NEAT Eisenbahn-Alpentransversale, zu schaffen. Am 10. Dezember 1996 beschloss der Ständerat mit 23 zu 22 Stimmen, den Gotthard- und den Lötschberg-Basistunnel gleichzeitig zu bauen.
Am 29. November 1998 bejahte das Schweizer Stimmvolk mehrheitlich die Vorlage über den Bau und die Finanzierung der Infrastruktur des öffentlichen Verkehrs (kurz FinöV). Sie enthielt Bestimmungen über die Finanzierung des verkleinerten NEAT-Projekts, der ersten und zweiten Etappe der Bahn 2000, des Anschlusses der Ost- und der Westschweiz an das europäische Hochgeschwindigkeitsverkehrsnetz sowie die Lärmsanierung des Schienennetzes.
Am 1. Januar 2001 trat das Bundesgesetz zur Verlagerung von alpenquerendem Güterschwerverkehr auf die Schiene (kurz Verlagerungsgesetz) in Kraft. Es hat zum Ziel, möglichst viel alpenquerenden Güterschwerverkehr von der Strasse auf die Eisenbahn zu verlagern. Ebenso trat die leistungsabhängige Schwerverkehrsabgabe (LSVA) in Kraft, eine LKW-Maut auf allen Strassen der Schweiz. Sie durfte nur erhoben werden, weil sich die Schweiz in den bilateralen Verträgen mit der EU zum Bau der NEAT verpflichtet hat.
Ende 2003 erkannten die zuständigen Behörden des Bundes, dass das 1998 beschlossene Finanzierungskonzept von zu optimistischen Annahmen ausging. Die Erstellungskosten der NEAT waren seither markant gestiegen, die Ertragserwartungen drastisch zurückgegangen. Es wurde eine Gesamtschau der Eisenbahnprojekte angekündigt. Als erste Sofortmassnahme wurde eine weitere Redimensionierung der NEAT eingeleitet, der die Tunnelprojekte am Zimmerberg (Anteil NEAT) und am Hirzel zum Opfer fielen. Zur Begrenzung der erwarteten Betriebsdefizite wurde die Einführung weiterer strassenseitiger Massnahmen wie etwa einer Alpentransitbörse ins Auge gefasst.
Im September 2020 wurde mit dem Ceneri-Basistunnel der letzte Abschnitt der NEAT formell eröffnet, der reguläre Betrieb durch den Tunnel wurde zum Fahrplanwechsel Mitte Dezember 2020 aufgenommen. Während die Zufahrtsstrecken in der Schweiz und in Italien bis dann fertiggestellt wurden, ist Deutschland mit dem Ausbau der Rheintallinie im Verzug. Im Vertrag von Lugano sicherte Deutschland 1996 zu, die 186 Kilometer lange Strecke Basel–Karlsruhe auf vier Gleise zu erweitern. Zehntausende von Einsprachen gegen das Projekt sorgen jedoch für Verzögerungen. In Betrieb sind 2020 erst rund 44 Kilometer zwischen Baden-Baden und Offenburg sowie 17,6 Kilometer nördlich von Basel. Gemäss Prognosen des Bundesamtes für Verkehr (BAV) werden die letzten Elemente des Ausbaus erst um das Jahr 2040/2041 fertiggestellt sein. Bis es so weit ist, bleibt die Rheintalstrecke das Nadelöhr der NEAT. Im Mai 2019 unterzeichneten der deutsche Bundesverkehrsminister Andreas Scheuer und die Schweizer Verkehrsministerin Simonetta Sommaruga eine Ministererklärung, die u. a. den Ausbau der Streckenkapazität von 175 auf 225 Züge pro Tag und Richtung vorsieht, bevor die Gesamtstrecke 2041 ausgebaut sein wird. Anfang Februar 2020 hat Deutschland die Schweiz informiert, die Massnahmen seien zwar auf Kurs, würden aber erst 2023 umgesetzt sein. Wegen der Verzögerungen in Deutschland will die Schweiz Alternativen forcieren. Der fast zweimonatige Streckenunterbruch bei Rastatt 2017 machte deutlich, dass Ausweichrouten nötig sind. Angestrebt wird deshalb der Ausbau der Strecke auf der französischen Seite von Basel nach Strassburg und weiter nach Metz und Belgien an die Kanalküste. Die Schweiz steht hierzu mit den Anrainerländern Belgien, Frankreich, Luxemburg und den Niederlanden im Austausch.

## Bestandteile der NEAT

### Gotthardachse

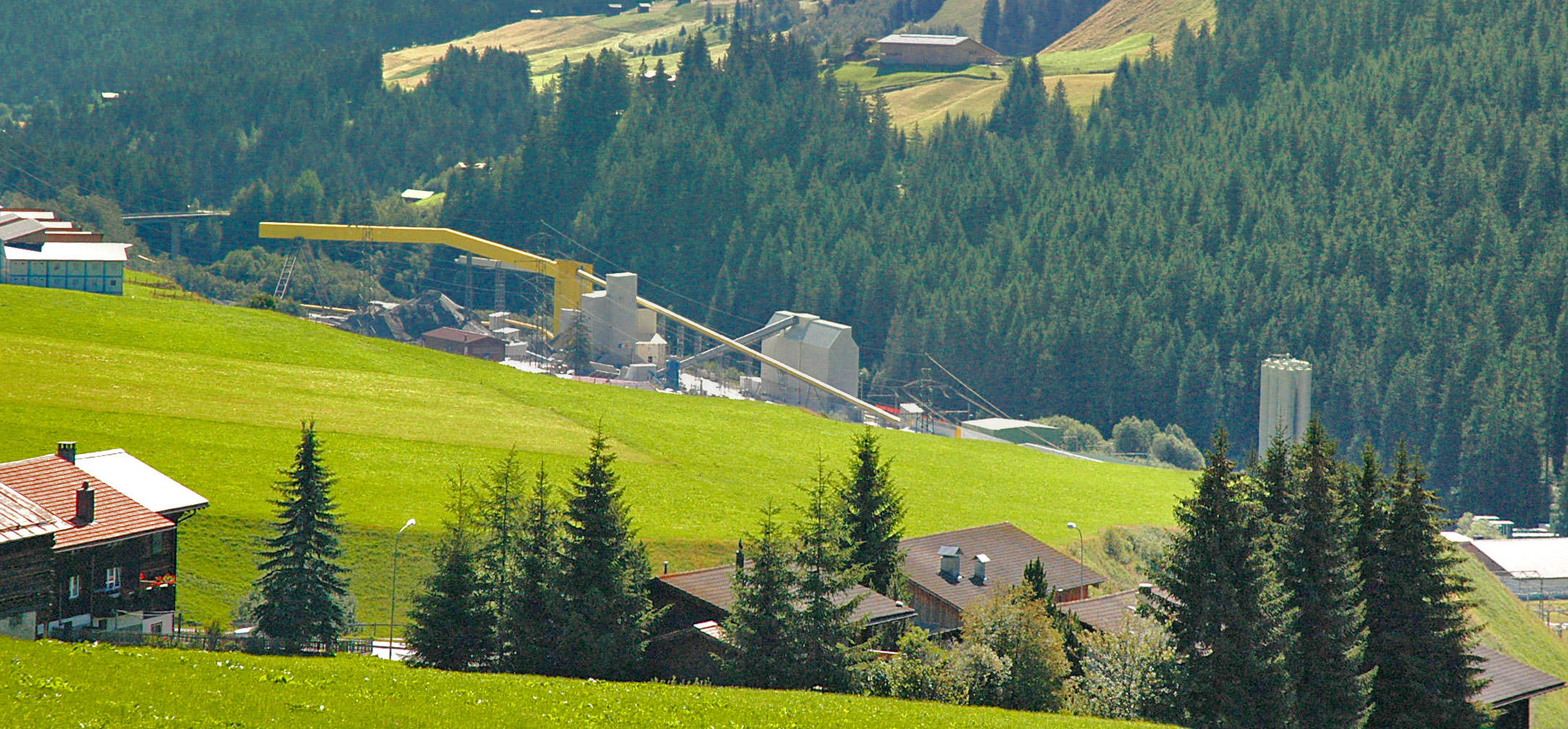
NEAT-Baustelle bei Sedrun

Hauptachse ist die Strecke Zürich–Mailand, die im Transitverkehr Deutschland–Italien eine sehr wichtige Rolle spielt. Hier galt es besonders auf der stark ausgelasteten, relativ steilen und kurvenreichen Gotthardbahn-Strecke von 1882 eine Entlastung zu schaffen. Verkehrspolitisch optimiert die Gotthardachse die Streckenführung der älteren unter anderen technischen Voraussetzungen geschaffenen Gotthardbahn. Der verkehrspolitische europäische Gedanken hinter beiden Konzepten (1882 und 1992) ist der gleiche: über Basel–Luzern die Verbindung nach Mailand–Genua auszubauen. Es bleibt abzuwarten, ob und inwieweit die dortige alte Bergstrecke in das neue mehrachsige Gesamtkonzept eingebunden wird. Zusagen des Bundesrates und die sich aus dem Alltag einer stark ausgelasteten neuen Achse Luzern–Lugano ergebenden Notwendigkeiten können evtl. die Gotthard-Bergstrecke zum unersetzlichen Teil auch des AlpTransit-Konzepts werden lassen.
Der Gotthard-Basistunnel (GBT; 2016), der Erstfeld mit Bodio auf einer Höhe von 549 m ü. M. verbindet, ist mit seinen 57 km der längste Eisenbahntunnel der Welt. Der bisherige Rekordhalter als längster Eisenbahntunnel ist der Seikan-Tunnel in Japan mit 53,9 km. Durch die Ausführung als zwei getrennte Tunnelröhren und mit allen Zugangstunneln ergibt sich eine Gesamttunnellänge von 153,5 km. Es gibt vier Nothaltestellen (zwei pro Röhre). Die zwei Multifunktionsstellen Sedrun und Faido sind mit Wasserbezugsstellen für Lösch- und Rettungszüge ausgerüstet. Es gibt 178 Querschläge, die alle 325 Meter sicheren Raum (mit Überdruck bei Brand/Rauchgefahr) und Verbindung zur parallel verlaufenden Tunnelröhre ermöglichen. Der Durchmesser der Bahntunnel beträgt ca. 9,40 m. Die Länge der Querschläge zwischen beiden Bahntunneln beträgt jeweils ca. 30 m. In den Tunneln ist es jeweils 2 Mal pro Tunnel möglich, dass ein Zug über eine Weiche in den anderen Tunnel geführt wird, im Norden bei der Multifunktionsstelle Sedrun und im Süden bei der Nothaltestelle südlich der Multifunktionsstelle Faido.
Nach seiner Inbetriebnahme (im Jahre 2016) verringerte sich die Fahrzeit für Personenzüge auf der Strecke Zürich–Mailand um eine halbe Stunde. Im Regelbetrieb werden im Tunnel 200 km/h gefahren, das Bauwerk ist für bis zu 250 km/h zugelassen. Somit dauert eine Fahrt mit einem Reisezug durch den neuen Tunnel unter 20 Minuten. Es ist beabsichtigt, dass 50 bis 80 Personenzüge pro Tag durch die NEAT fahren.
Die Multifunktionsstelle in den Tunneln unterhalb von Sedrun (1405 m ü. M.) wird vorerst nicht, wie es der Kanton Graubünden gefordert hatte, zu einer inneralpinen Haltestelle (Porta Alpina) ausgebaut – es hätte eine Höhendifferenz von ca. 800 m zur Oberfläche überwunden werden müssen.
Weitere Bestandteile der NEAT-Gotthardachse sind die etwa 7,5 km lange offene, südlich an den GBT anschliessende Neubaustrecke Gotthard-Süd bei Biasca und der 15,4 km lange Ceneri-Basistunnel (CBT) zwischen Bellinzona und Lugano. Zusammen mit dem Ceneri-Basistunnel konnte das Prinzip der Flachbahn vollständig umgesetzt werden.
Die Baukosten für die Gotthardachse wurden 1998 mit 7,72 Mrd. CHF (Preisstand 1998, ohne Teuerung, Mehrwertsteuer und Bauzinsen) beziffert. Von 1998 bis Ende 2010 ist die Kostenprognose um 4,63 Milliarden Franken bzw. 60 Prozent gestiegen. Diese Kostenentwicklung ist auf Verbesserung der Sicherheit und Anpassungen an den Stand der Technik (+ 25 Prozent), Vergabe und Ausführung (+ 11 Prozent), Geologie (+ 10 Prozent), Verbesserungen für die Bevölkerung und die Umwelt (+ 4 Prozent), politisch und rechtlich begründete Verzögerungen (+ 2 Prozent) sowie Projekterweiterungen (+ 1 Prozent) zurückzuführen.

### Lötschbergachse

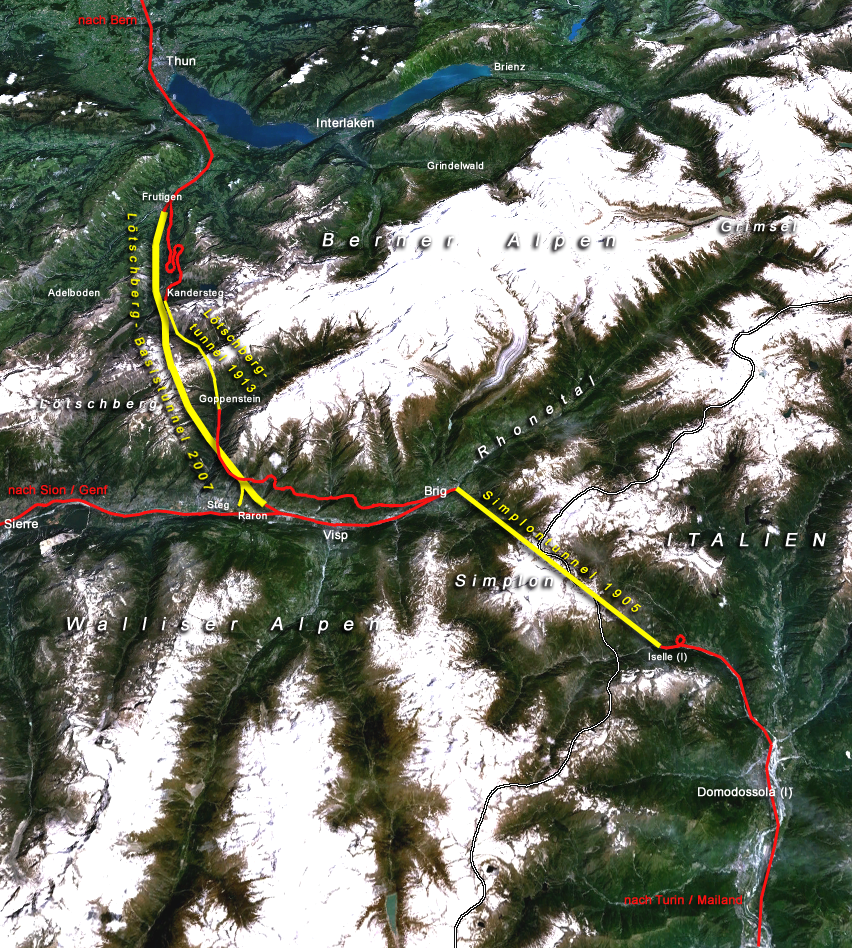
NEAT-Lötschbergachse

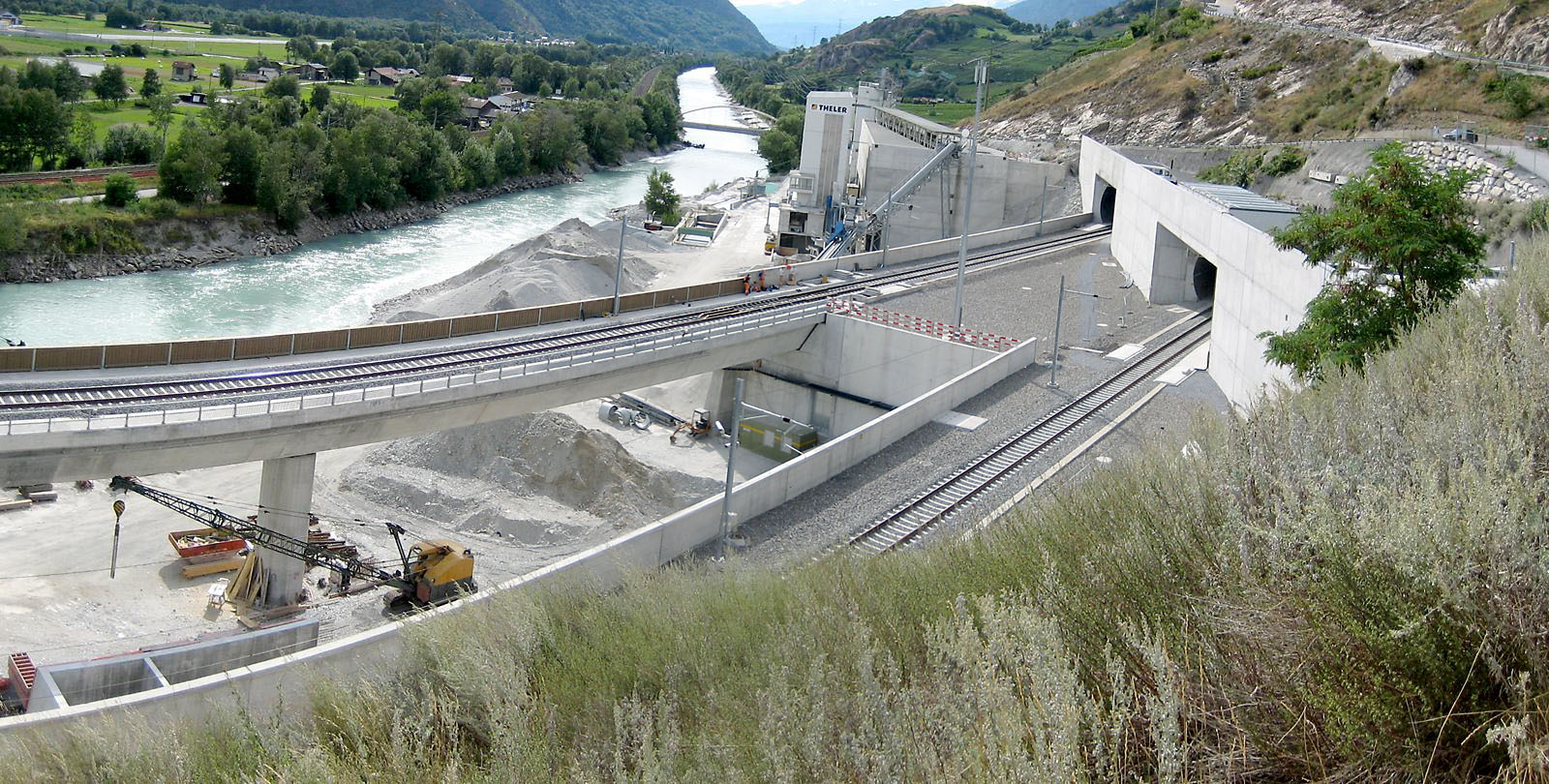
Südportal Lötschberg-Basistunnel, Rhone

Auf der Relation Bern–Lötschberg–Simplon verbindet der Lötschberg-Basistunnel (LBT) seit dem 16. Juni 2007 mit einer Länge von 34,6 km Frutigen mit Raron. Anfänglich, in der so genannten Ertüchtigungsphase, verkehrten hauptsächlich Güterzüge, seit dem Fahrplanwechsel im Dezember 2007 auch Reisezüge, wodurch die Fahrzeit Bern–Brig–Mailand um eine Viertelstunde verkürzt worden ist. Verbindungen zwischen der Deutschschweiz und dem Mittelwallis sind dank verbesserten Anschlüssen um bis zu eine Stunde verkürzt worden.
In der 2007 vollendeten Ausbaustufe ist ein Drittel der Strecke zweispurig befahrbar. In einem weiteren Drittel wurde die zweite Röhre im Rohbau fertiggestellt; sie dient als Fluchtstollen. Die Gesamttunnellänge (mit Zugangstunneln) beträgt 88,1 km. Die Projektkosten (Preisstand 1998, ohne Teuerung, Bauzinsen und Mehrwertsteuer) für den LBT wurden mit 3,2 Mrd. CHF prognostiziert. Gemäss provisorischer Schlussabrechnung (2010) belaufen sie sich auf knapp 4,3 Mrd. CHF.
Durch die Inbetriebnahme des LBT wird die traktionsrelevante Maximalneigung der Lötschberg-Simplon-Achse in Nord-Süd-Richtung von 27 auf 15 Promille verringert. In der Gegenrichtung muss weiterhin die 25 Promille steile Simplon-Südrampe überwunden werden. Da die von Süden kommenden Güterzüge also ohnehin mit geringerer Anhängelast verkehren, können sie ohne nennenswerten Mehraufwand auch am Lötschberg über die bisherige Bergstrecke geleitet werden, zumal diese auf einem Gleis bereits in den 1990er Jahren auf Huckepackprofil umgebaut wurde. Dadurch werden die aus dem bloss einspurigen Ausbau des LBT resultierenden Einschränkungen stark relativiert. Der Fahrplan 2008 bietet dennoch für den Güterverkehr relativ ungünstige Bedingungen, wobei vor allem die für eine gute Betriebsqualität nötigen Pufferzeiten nicht genügen. Anhand der Fahrplangrafik lässt sich allerdings erkennen, dass eine namhafte Erhöhung der Güterkapazität bei stärkerer Priorisierung des Güterverkehrs durchaus möglich wäre.

### Ausbau Surselva
Zum NEAT-Projektteil Ausbau Surselva gehören der Tunnel Disentis, aber auch Verbesserungen an den Infrastrukturen wie der Ausbau des Bahnhofs Disentis, eine neue Kreuzungsstelle sowie Verbesserungen an den Stromanlagen. Die Arbeiten wurden 2002 beendet. Für diesen Teil wurden 105 Mio. CHF beantragt.

### Anschluss Ostschweiz
Zum Anschluss der Ostschweiz an die NEAT gehören der Zimmerberg-Basistunnel (ZBT) und ein Tunnel durch den Hirzel (Verbindung zwischen der linksufrigen Zürichseebahn und der Gotthardbahn). Der Bau der zweiten Etappe des Zimmerberg-Basistunnels und des Hirzeltunnels wurde jedoch aus finanziellen Gründen zurückgestellt. Gemäss Bundesbeschluss von 1998 sollen für diese beiden Tunnel insgesamt 850 Mio. CHF aufgewendet werden.

### Ausbauten St. Gallen–Arth-Goldau
Teilweiser Ausbau der Strecke auf Doppelspur auf der Strecke der Schweizerischen Südostbahn zwischen St. Gallen und Arth-Goldau. Von den für dieses Projekt beantragten 74 Mio. CHF wurden nur 5 Mio. freigegeben, die übrigen 69 Mio. wurden vorerst gesperrt.

### Streckenausbauten im übrigen Netz
Für Streckenausbauten am übrigen Netz wurden insgesamt 550 Mio. CHF zugesprochen, dies umfasst zahlreiche Verbesserungen an den Zufahrtsstrecken der beiden Hauptachsen Lötschberg und Gotthard.

## Gesamtkosten
Vor der eidgenössischen Volksabstimmung im Jahre 1992 wurden die Kosten mit 8 Milliarden (Preisstand 1990) CHF relativ gering eingeschätzt.
In der Volksabstimmung von 1998 wurden Gesamtkosten von 14,5 Milliarden CHF bewilligt. 2001 ging der Bundesrat davon aus, dass die Projektkosten der NEAT rund 14,7 Milliarden CHF betragen werden (Preisstand 1998, ohne Finanzierungskosten für Teuerung, Mehrwertsteuer und Bauzinsen).
Um 2005 lagen die Schätzungen zwischen 16,3 und 17,4 Milliarden CHF. Im gleichen Jahr war von bis zu 22 Milliarden CHF die Rede. In einem Zeitungsinterview Ende September 2006 sprach Max Friedli, der damalige Direktor des Bundesamts für Verkehr, gar von möglichen 24 Milliarden. Die beiden letztgenannten Schätzungen beziehen sich auf die Gesamtkosten inkl. Teuerung, Mehrwertsteuer und Bauzinsen. Definitiv werden diese erst nach Abschluss des Projekts feststehen. Während des Baus werden halbjährlich Prognosen erarbeitet. Die Werte per Juni 2011 beziffern sich auf:
- Projektkosten: rund 18,7 Milliarden CHF (Preisstand 1998)
- Projektkosten-Risiken: rund −0,9 Milliarden CHF (Chancen) bis 1,0 Milliarden CHF (Gefahren) (Preisstand 1998)
- Finanzierungskosten (Teuerung, Mehrwertsteuer und Bauzinsen): rund 5,3 Milliarden CHF (Preisstand effektiv)
- Gesamtkosten (Projekt- und Finanzierungskosten): rund 24 Milliarden CHF (Preisstand effektiv).

Im April 2017 wurde die Endkostenprognose, unter Berücksichtigung der Teuerung, von 23 auf 22,6 Milliarden Franken gesenkt.
Diese Gelder wurden (gemäss Volksbeschluss vom 29. November 1998) dem Fonds für die Eisenbahngrossprojekte (FinöV-Fonds) entnommen. Dieser wurde gespeist:
- zu 55 % aus der LSVA
- zu 20 % aus der Mehrwertsteuererhöhung um 0,1 %
- zu 15 % aus Verschuldung
- und zu 10 % aus den Erträgen der Mineralölsteuer.

Der Fonds für die Eisenbahngrossprojekte wurde mit Inkrafttreten des Bundesgesetzes über den Fonds zur Finanzierung der Eisenbahninfrastruktur am 1. Januar 2016 aufgelöst, die Aktiven und Passiven wurden vom Bahninfrastrukturfonds übernommen.

## Phasen
Das Parlament hat beschlossen, dass die NEAT in zwei Phasen gebaut werden soll.

### NEAT 1, Phase 1
Für den Bau der ersten Phase hat es die Kredite beschlossen und freigegeben. Folgende Projekte wurden in der ersten Phase gebaut:
- Ceneri-Basistunnel (CBT) (fertiggestellt)
- Gotthard-Basistunnel (GBT) (fertiggestellt)
- Lötschberg-Basistunnel (LBT) (fertiggestellt)
- Neubaustrecke Gotthard-Süd (fertiggestellt)

### NEAT 1, Phase 2

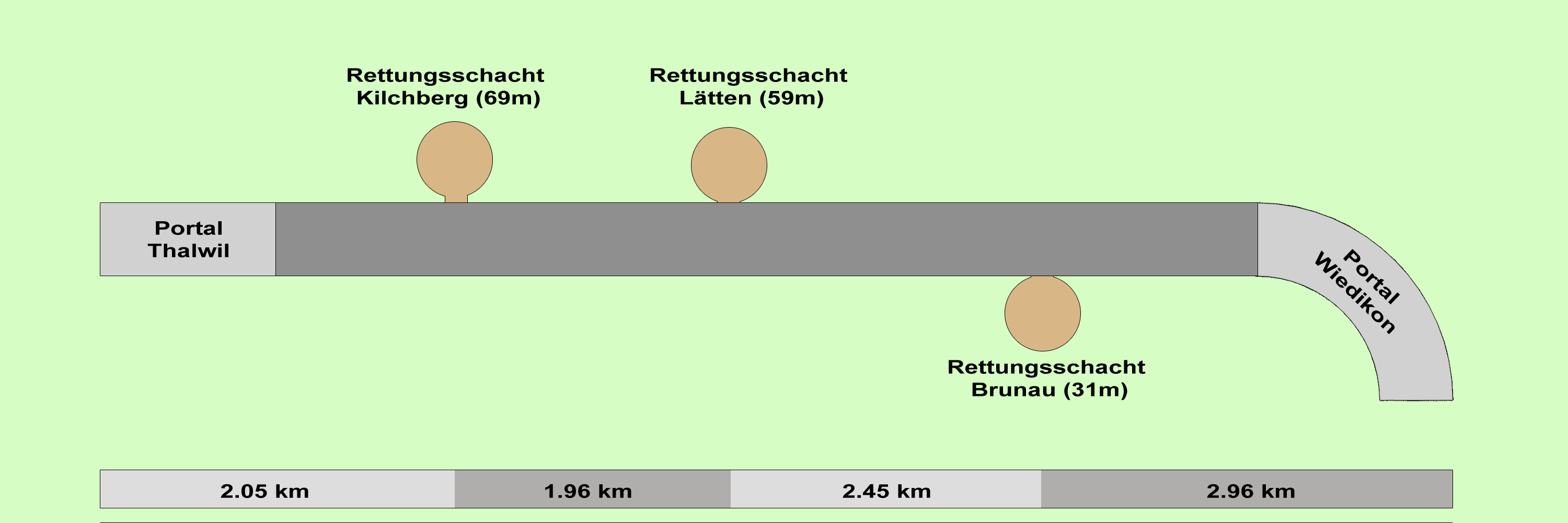
Zimmerberg-Basistunnel (Etappe 1)

Für den Bau der Projektteile der zweiten Phase hatte das Parlament die Kredite gesperrt. Wegen der Kostensteigerung wollte der Bundesrat auf die Projekte der 2. Phase verzichten bzw. sie nicht im Rahmen der NEAT 1 finanzieren. Durch eine Gesetzesrevision waren die nachstehenden Projekte nicht mehr für die NEAT 1 vorgesehen.
Mit dem Beschluss durch Volk und Stände im Februar 2014 zur Finanzierung und Ausbau der Bahninfrastruktur FABI, gibt es die Möglichkeit, die NEAT-Projekte der Phase 2 in den Ausbauschritten von STEP zu planen und bauen.
- Zimmerberg-Basistunnel (ZBT) (zwischen Nidelbad und Litti)
- Hirzeltunnel (Verbindung des linken Zürichseeufers mit Arth-Goldau)
- Streckenausbauten auf den Zufahrten zum Gotthard-Basistunnel

Das Parlament hat 2019 die Aufnahme des ZBT II in den STEP-Ausbauschritt 2030/35 beschlossen. Die anderen Projekte wurden auf unbestimmte Zeit vertagt.

### NEAT 2
Es gab mehr oder weniger konkrete Planungen, die Nord-Süd-Transversalen nach der Eröffnung des Gotthard-Basistunnels weiter auszubauen. Der weitere Bahnausbau wird durch konkrete Ausbauschritte STEP im Rahmen von Finanzierung und Ausbau der Bahninfrastruktur FABI definiert. Somit fallen alle Planungen der nächsten Ausbauschritte nicht mehr unter das NEAT-Programm:
- die allenfalls zurückgestellten Projekte von NEAT 1
- der Urmibergtunnel im Kanton Schwyz
- der Axentunnel zwischen Brunnen SZ und Flüelen
- Variante Berg lang im Kanton Uri; diese steht im direkten Zusammenhang mit dem Axentunnel, da sie in diesen mündet
- der Riviera-Tunnel zwischen Osogna und Claro
- die Bahnumfahrung Bellinzona
- die Verlängerung des Ceneri-Basistunnels in Richtung Süden
- teilweise (STEP AS 2035) oder vollständig doppelspuriger Ausbau des Lötschberg-Basistunnels
- ein zusätzliches Südportal des LBT bei Steg VS und Autoverladebahnhöfe in Heustrich BE und Steg
- der Niesenflankentunnel zwischen Spiez und Frutigen
- der Mundbachtunnel als südliche Verlängerung des LBT bis Brig.

Sollten die Projekte der NEAT 2 auf der Gotthardachse vollständig umgesetzt werden, würde sich die Fahrt von Zürich nach Mailand von derzeit gut 3:30 Stunden auf 2:15 bis 2:30 Stunden verringern. Von der dann rund 200 Kilometer langen Strecke Zürich-Chiasso würden ca. achtzig Prozent in Tunneln verlegt.
Das Parlament hat 2019 die Aufnahme des Tunnels Zimmerberg II in den STEP-Ausbauschritt 2030/35 beschlossen. Die obigen Projekte wurden nicht berücksichtigt.

## 4-Meter-Korridor
Um die Verlagerung der alpenquerenden Gütertransporte von der Strasse auf die Schiene weiter zu steigern, bauten die SBB im Auftrag des Bundes die Strecke von Basel ins Tessin bis 2020 zu einem 4-Meter-Korridor aus. Neu können auch Sattelauflieger mit einer Eckhöhe von 4 Metern (Profilcode P400) transportiert werden. Der 4-Meter-Korridor ist ein wichtiges Element der schweizerischen Verkehrspolitik. Für den durchgängigen 4-Meter-Korridor auf der Gotthard-Achse mussten rund 20 Tunnel ausgebaut und 80 Anpassungen an Perrondächern, Fahrstrom- und Signalanlagen sowie Überführungen gemacht werden. Für die Finanzierung des Projekts genehmigte das Parlament einen Kredit von 710 Millionen Franken. Das grösste Einzelprojekt war der Neubau des Bözbergtunnels im Kanton Aargau, Kostenpunkt 350 Millionen Franken. Weitere Projekte waren die Tunnel Villnachern, Morschach, Svitto, Paradiso/San Martino, Maroggia und Molino.